# 이집트 중앙은행
이집트 중앙은행(아랍어: البنك المركزي المصري, 영어: Central Bank of Egypt, 약칭: CBE)은 이집트의 중앙은행이자 금융당국의 은행이다.

## 통화
이집트에서 금화와 은화가 거래된 이후 1834년까지는 나라를 통일할 화폐 단위가 없었다. 1834년, 두 금속(금, 은)에 기초한 이집트 화폐의 위조에 관한 법령이 제정되었다. 이 법령에 따라 금과 은으로 된 화폐의 주조는 시작되었다. 1836년, 이집트 파운드가 처음 도입되었고 공공용으로 개방되었다.
그 은행은 2016년 11월 13일 아침에 이집트 파운드화를 띄웠다.

## 같이 보기
- 이집트의 경제